# Ку-клукс-клан
„Ку-клукс-клан“ (на английски: Ku Klux Klan), съкратено ККК, е нелегална расистка организация, възникнала в южните щати на САЩ след премахването на робството и даването на права на афроамериканците, непосредствено след Американската гражданска война.
Организацията се бори за превъзходство на белите хора над останалите раси, на протестантите над останалите християни, друговерци и атеисти. Членовете ѝ сформират наказателни отряди, като носят островърхи качулки и бели мантии за прикритие. ККК използват насилие, тероризъм и линчуване за сплашване и потискане на чернокожите.
Историята на движението се развива в 3 вълни на активност, в организации, наречени кланове:
- първи клан – от 1865 до 1871 г.;
- втори клан – от 1915 до 1944 г.;
- трети клан – от 1946 г. и понастоящем

## История
На 24 декември 1865 г. ветерани от Армията на Конфедерацията се събират в град Пуласки, щата Тенеси, и решават да създадат тайна организация, като нейна цел е да възстанови бялото превъзходство след гражданската война. Основатели на организацията са съдия Томас Джоунс и още шест негови съратници. Сред първите лидери на ККК е Нейтън Бедфорд Форест, който е бивш генерал от армиите на Юга, той сформира организация „за защита на белите жени“, но през 1869 г. поради несъгласие с все по-свирепите ѝ акции решава да я напусне.
Чрез преследване на политическите кандидати от Севера, политическите „предатели“ и освободените роби, ККК се противопоставя на Възстановяването в Юга. Нарастващият брой на убийствата довежда до реакция на южняшкия елит, който смята жестокостите за основна причина за продължаващата окупация от страна на федералните войски. Ку-клукс-клан запада в периода 1868 – 1870 г. и е забранена от президента Юлисис Грант през 1871 г.
През 1915 г. в Атланта е сформирана втора организация със същото име от Уилям Симънс. Тя съществува най-вече като „братство за правене на пари“ и се стреми да запази „ценностите“ на миналото, като се бори срещу нарастващия брой католици, евреи, чернокожи и азиатци, както и на останалите имигранти в САЩ.
Най-голямо развитие организацията има при лидера Хирам Уесли Еванс (1922 – 1939), който привлича много държавни служители от щатите Тексас, Оклахома, Индиана, Орегон и Мейн. По време на неговото ръководство членската маса достига 4 000 000 души (1925).

## Белези
Ку-Клукс-клан са носели бели мантии, покриващи телата им изцяло, а на главите им стоял най-типичният и отличителен атрибут, а именно маските или островърхите бели качулки, под които се крият членовете на тайната групировка.
Най-характерните „начини за въздействие“ са линчуването и терора. 